# Gregor Kemperle
Gregor Kemperle, slovenski slikar, * 5. marec 1837, Podlonk, † 19. avgust 1858, Stara Loka.

## Življenje in delo
Doma je bil iz Podlonka v Selški dolini in je kot slikar veliko obetal. Obiskoval je ljubljansko bogoslovje, a ga je prehitela smrt še preden je dokončal študij. Večina njegovih slik je ostala v Alojzijevišču v Ljubjani. Slikal je predvsem oljne slike.